# 联合左翼绿党—为了安达卢西亚大会
联合左翼绿党—为了安达卢西亚大会（西班牙語：Izquierda Unida Los Verdes-Convocatoria por Andalucía，缩写为IULV–CA）是西班牙左翼政党联盟联合左翼在安达卢西亚自治区的分支。它成立于1984年，主要成员是安达卢西亚共产党。它的政治立场是左翼。它的总协调员是Antonio Maíllo。它的总部位于塞维利亚。它是选举联盟为了安达卢西亚的成员。